# السين البحرية (إقليم فرنسي)
مَصَبّ السين (بالفرنسية : Seine-Maritime ) مُقاطعة فرنسية. تشكّل جزءًا من منطقة نورماندي.
عاصِمتها روان.

## معرض صور

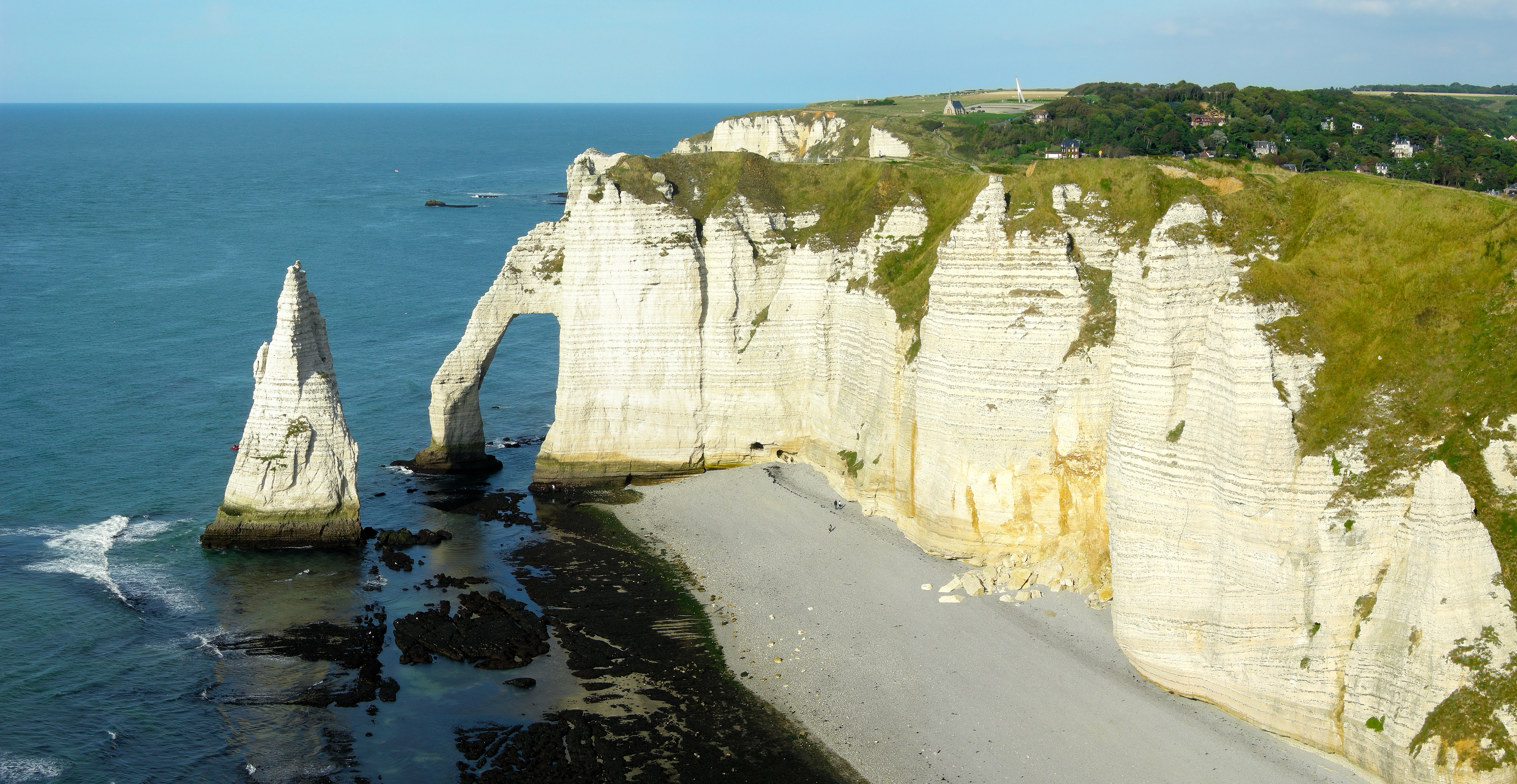
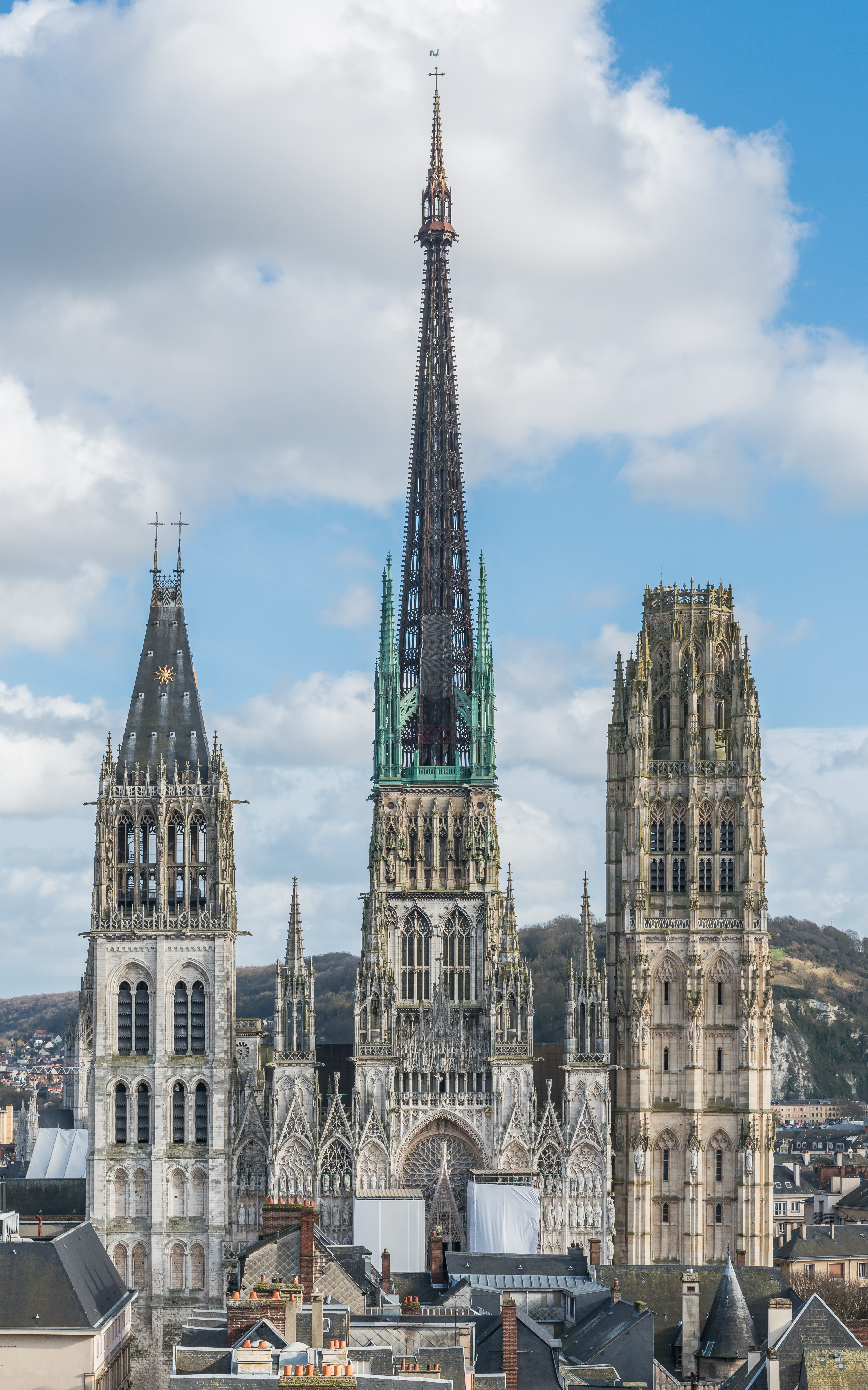
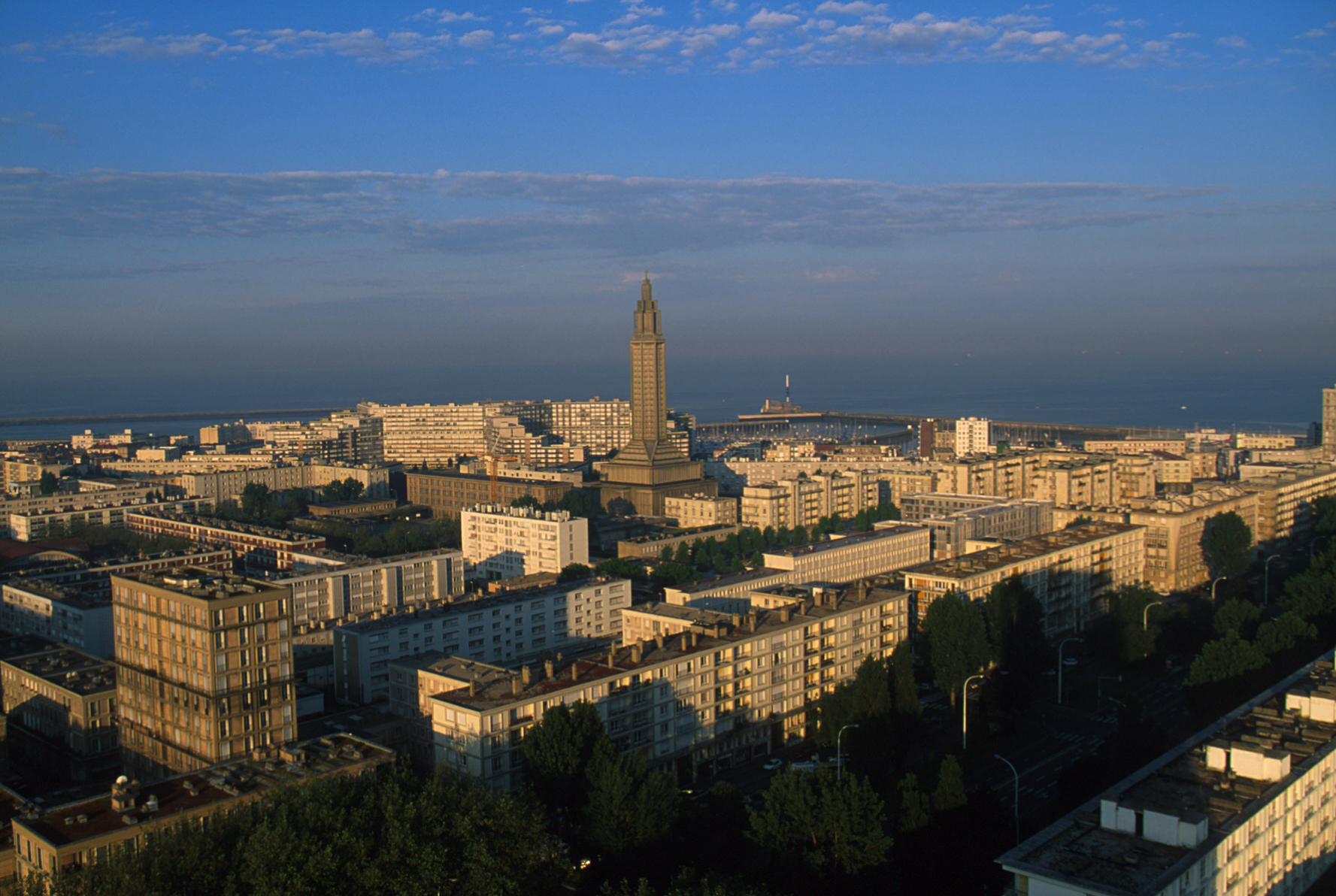
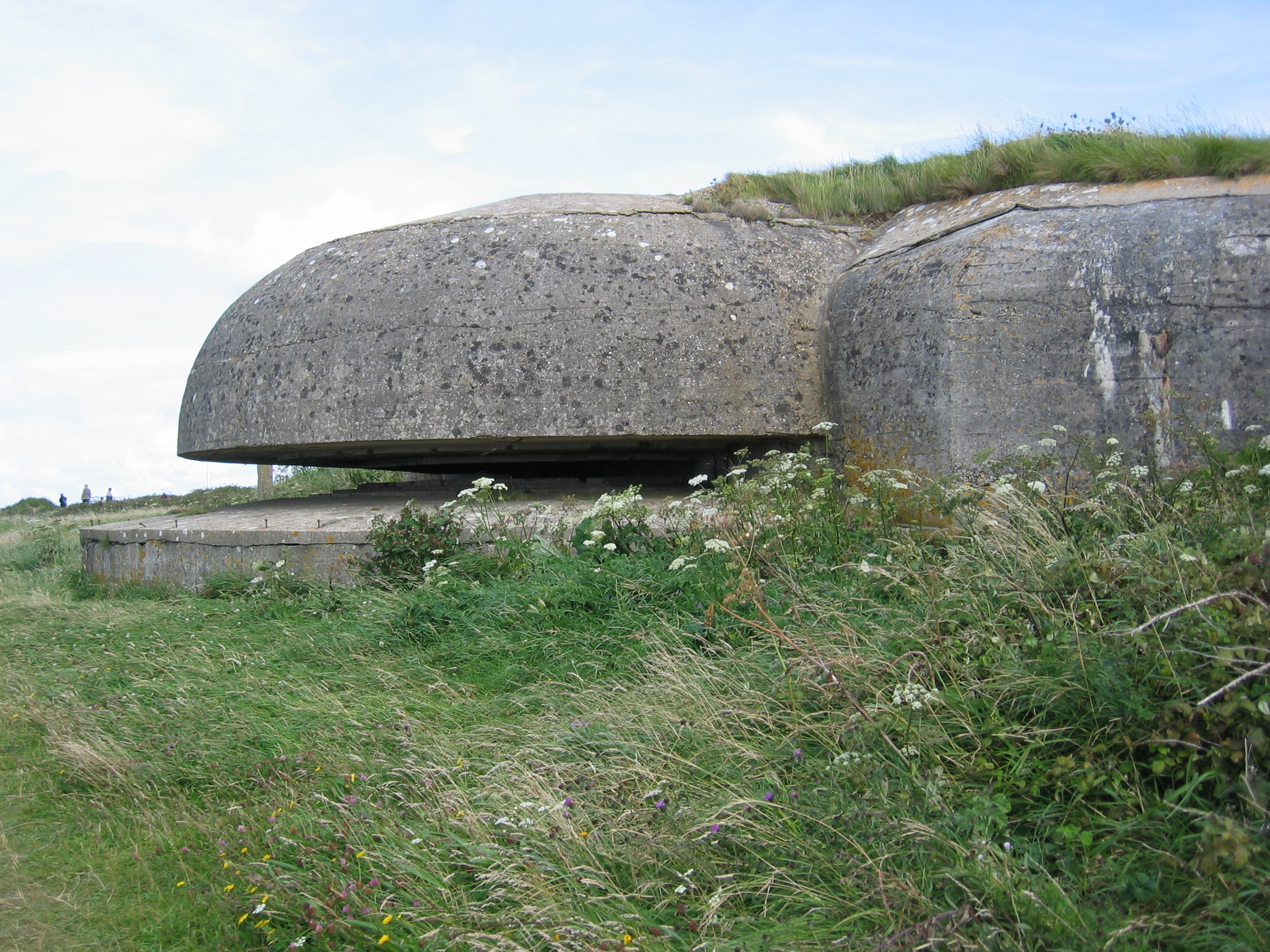

## أعلام
- بورفيل
- روجيه ريو
- بيير كاردينال
- تشارلز بارويس
- أوقستي كارير